# Софиполь
Софиполь (укр. Софіпіль) — село, входит в Белоцерковский район Киевской области Украины.
Население по переписи 2001 года составляло 226 человек. Количество зарегистрированного населения в 2023 году 173 человека. Почтовый индекс — 09800. Телефонный код — 4560. Занимает площадь 1,461 км². Код КОАТУУ — 3224681202.

## Местный совет
09840, Київська обл., Тетіївський р-н, с.Галайки